# 반송파 대 잡음비
반송파 대 잡음비(영어: Carrier to Noise Ratio, CNR)는 하드디스크, 광디스크 등의 정보 저장 매체에서 중요한 재생 신호 품질 지수이다.
측정의 방법은 신호(반송파)를 표본 추출하여 푸리에 변환하면 진폭과 주파수의 그래프를 얻고 특정 신호 주파수의 진폭과 배경 잡음 진폭의 차이를 측정함으로 이루어진다.
측정의 단위는 데시벨로 편의상 진폭비를 로그 함수로 표시한 것을 읽는 것이다. 즉,
CNR = 20 log (반송파/잡음) (dB)

## 같이 보기
- 신호 대 잡음비(SNR or S/N)
- 신호 대 간섭비(SIR or S/I)